# مقاطعة هايز (تكساس)
مقاطعة هايز (بالإنجليزية: Hays  County)‏ هي إحدى المقاطعات في ولاية تكساس، الولايات المتحدة الأمريكية.

## معرض صور

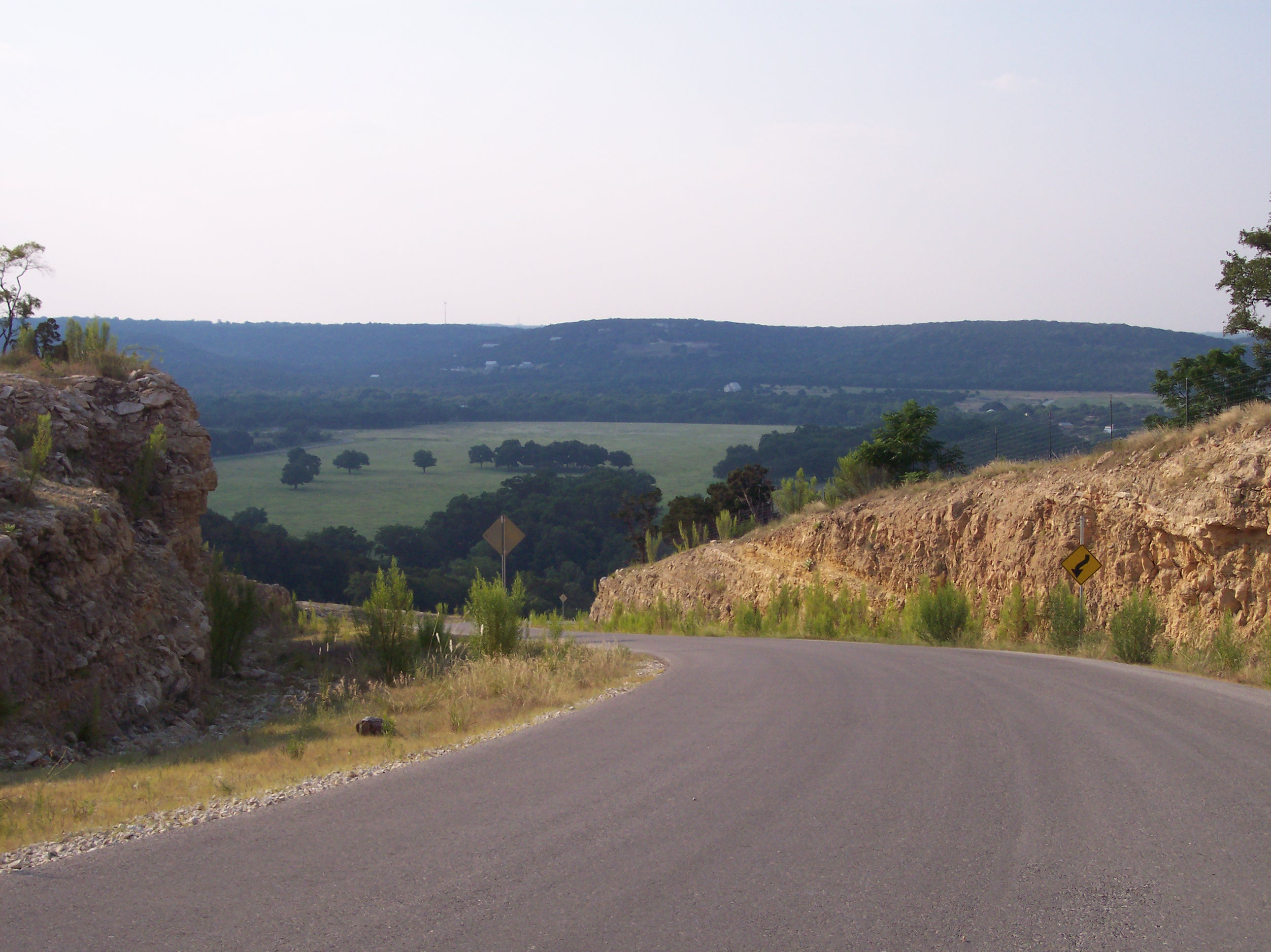
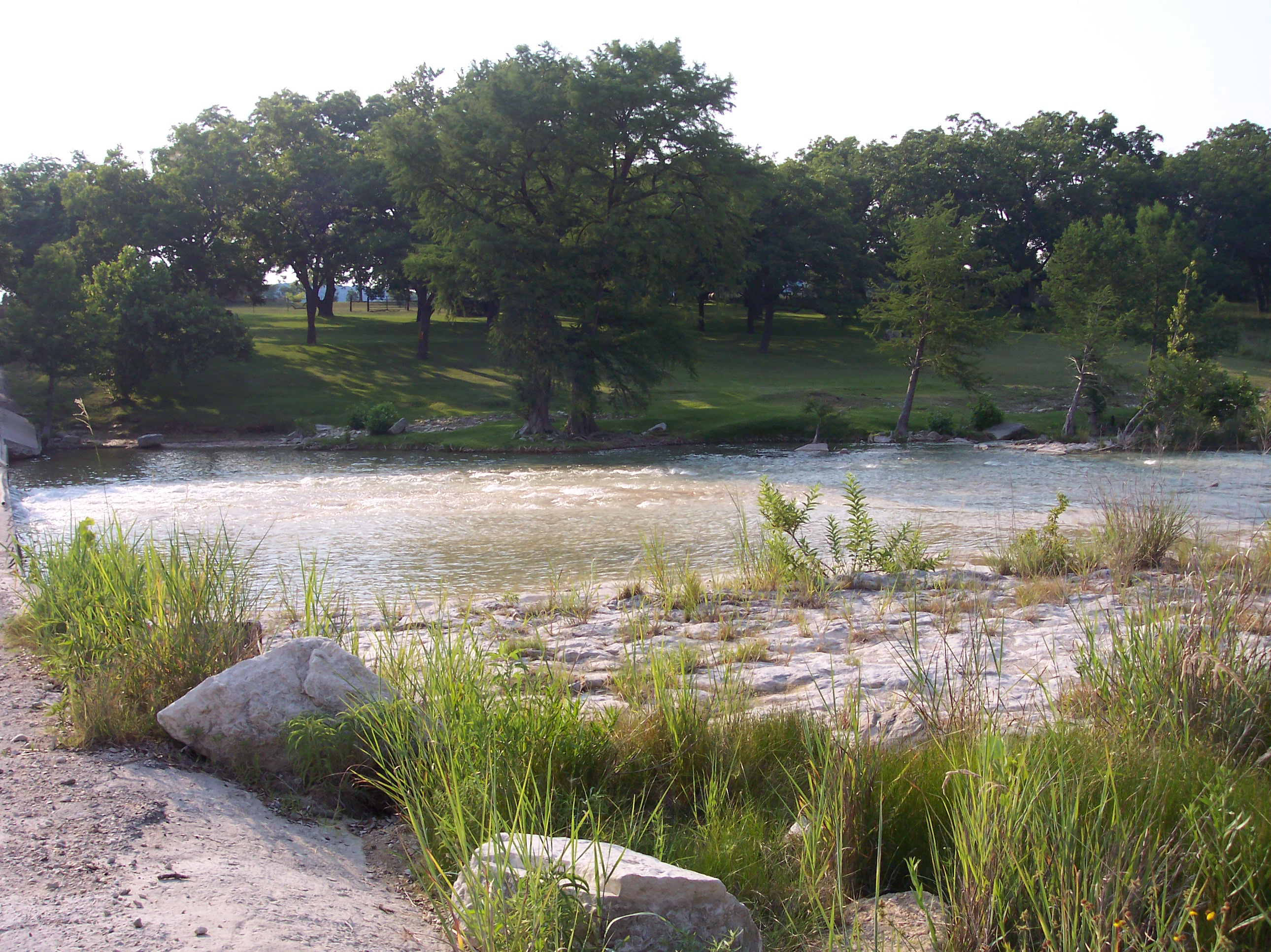
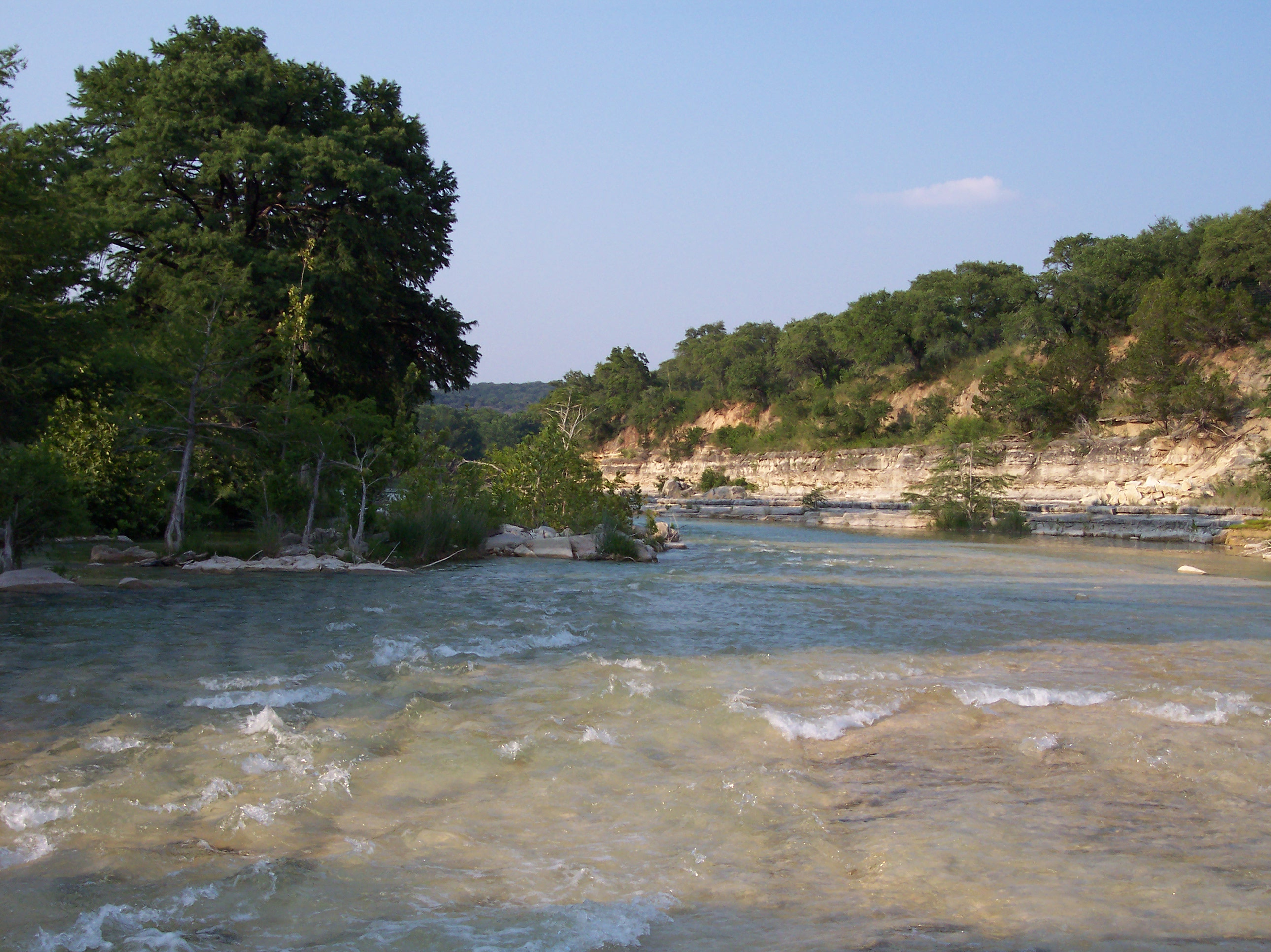